# Open Sud de France 2024 - Doppio
Il doppio maschile del torneo di tennis professionistico  Open Sud de France 2024, facente parte della categoria ATP Tour 250 nell'ambito dell'ATP Tour 2024, si è giocato al Park&Suites Arena di Montpellier, in Francia, dal 29 gennaio al 4 febbraio 2024. Tra i partecipanti era assente Matwé Middelkoop, uno dei detentori del titolo. L'altro detentore, Robin Haase, ha partecipato in coppia con Petr Nouza ma sono stati eliminati in semifinale da Albano Olivetti e da Tristan-Samuel Weissborn.
In finale Sadio Doumbia e Fabien Reboul hanno sconfitto Albano Olivetti e Tristan-Samuel Weissborn con il punteggio di 6(5)-7, 6-4, [10-6].

## Teste di serie
1. Sadio Doumbia /  Fabien Reboul (campioni)
2. Julian Cash /  Robert Galloway (primo turno)

1. Lloyd Glasspool /  Henry Patten (semifinale)
2. Albano Olivetti /  Tristan-Samuel Weissborn (finale)

## Wildcard
1. Grégoire Barrère /  Lucas Pouille (quarti di finale)

1. Hugo Gaston /  Harold Mayot (primo turno)

## Tabellone

### Legenda
| - Q = Qualificato - WC = Wild card - LL = Lucky loser | - ALT = Alternate - SE = Special Exempt - PR = Protected Ranking | - w/o = Walkover - r = Ritirato - d = Squalificato |

|  | Primo turno | Primo turno                 | Primo turno               | Primo turno | Primo turno |  |  | Quarti di finale | Quarti di finale         | Quarti di finale     | Quarti di finale     | Quarti di finale     |   |    | Semifinali | Semifinali                  | Semifinali               | Semifinali                               | Semifinali |   |     | Finale | Finale | Finale | Finale | Finale |  |
|  |             |                             |                           |             |             |  |  |                  |                          |                      |                      |                      |   |    |            |                             |                          |                                          |            |   |     |        |        |        |        |        |  |
|  | 1           | S Doumbia F Reboul          | S Doumbia F Reboul        | 7           | 6           |  |  |                  |                          |                      |                      |                      |   |    |            |                             |                          |                                          |            |   |     |        |        |        |        |        |  |
|  |             | C Frantzen H Jebens         | C Frantzen H Jebens       | 65          | 2           |  |  | 1                | S Doumbia F Reboul       | 7                    | 2                    | [13]                 |   |    |            |                             |                          |                                          |            |   |     |        |        |        |        |        |  |
|  | WC          | G Barrère L Pouille         | G Barrère L Pouille       | 7           | 6           |  |  | WC               | G Barrère L Pouille      | 5                    | 6                    | [11]                 |   |    |            |                             |                          |                                          |            |   |     |        |        |        |        |        |  |
|  |             | A Mies J-P Smith            | A Mies J-P Smith          | 64          | 4           |  |  |                  |                          |                      |                      |                      |   |    | 1          | S Doumbia F Reboul          | S Doumbia F Reboul       | 7                                        | 7          |   |     |        |        |        |        |        |  |
|  | 3           | L Glasspool H Patten        | 6                         | 3           | [10]        |  |  |                  |                          | 3                    | L Glasspool H Patten | L Glasspool H Patten | 5 | 62 |            |                             |                          |                                          |            |   |     |        |        |        |        |        |  |
|  |             | A Chandrasekar VS Prashanth | 2                         | 6           | [7]         |  |  | 3                | L Glasspool H Patten     | L Glasspool H Patten | L Glasspool H Patten | w/o                  |   |    |            |                             |                          |                                          |            |   |     |        |        |        |        |        |  |
|  |             | A Bublik A Ševčenko         | A Bublik A Ševčenko       | 6           | 6           |  |  |                  | A Bublik A Ševčenko      | A Bublik A Ševčenko  | A Bublik A Ševčenko  |                      |   |    |            |                             |                          |                                          |            |   |     |        |        |        |        |        |  |
|  |             | E King R Stalder            | E King R Stalder          | 4           | 3           |  |  |                  |                          |                      |                      |                      |   |    | 1          | Sadio Doumbia Fabien Reboul | 65                       | 6                                        | [10]       |   |     |        |        |        |        |        |  |
|  |             | J Munar B Zapata Miralles   | J Munar B Zapata Miralles | 3           | 2           |  |  |                  |                          |                      |                      |                      |   |    |            |                             | 4                        | Albano Olivetti Tristan-Samuel Weissborn | 7          | 4 | [6] |        |        |        |        |        |  |
|  |             | P Martínez A Müller         | P Martínez A Müller       | 6           | 6           |  |  |                  | P Martínez A Müller      | 7                    | 4                    | [5]                  |   |    |            |                             |                          |                                          |            |   |     |        |        |        |        |        |  |
|  | WC          | H Gaston H Mayot            | H Gaston H Mayot          | 65          | 4           |  |  | 4                | A Olivetti T-S Weissborn | 63                   | 6                    | [10]                 |   |    |            |                             |                          |                                          |            |   |     |        |        |        |        |        |  |
|  | 4           | A Olivetti T-S Weissborn    | A Olivetti T-S Weissborn  | 7           | 6           |  |  |                  |                          |                      |                      |                      |   |    | 4          | A Olivetti T-S Weissborn    | A Olivetti T-S Weissborn | 7                                        | 7          |   |     |        |        |        |        |        |  |
|  |             | T Arribagé L Sanchez        | T Arribagé L Sanchez      | 68          | 64          |  |  |                  |                          |                      | R Haase P Nouza      | R Haase P Nouza      | 6 | 64 |            |                             |                          |                                          |            |   |     |        |        |        |        |        |  |
|  |             | J Eysseric D Molčanov       | J Eysseric D Molčanov     | 7           | 7           |  |  |                  | J Eysseric D Molčanov    | 7                    | 1                    | [7]                  |   |    |            |                             |                          |                                          |            |   |     |        |        |        |        |        |  |
|  |             | R Haase P Nouza             | 3                         | 6           | [10]        |  |  |                  | R Haase P Nouza          | 63                   | 6                    | [10]                 |   |    |            |                             |                          |                                          |            |   |     |        |        |        |        |        |  |
|  | 2           | J Cash R Galloway           | 6                         | 2           | [7]         |  |  |                  |                          |                      |                      |                      |   |    |            |                             |                          |                                          |            |   |     |        |        |        |        |        |  |